# Балобново
Балобново — деревня в Можайском районе Московской области в составе Юрловского сельского поселения. Численность постоянного населения по Всероссийской переписи 2010 года — 6 человек. До 2006 года Балобново входило в состав Губинского сельского округа. Деревня с каждым годом расширяется. 
Деревня расположена в южной части района, недалеко от границы с Калужской областью, примерно в 34 км к юго-западу от Можайска, на безымянном ручье — правом притоке реки Берега (приток реки Протва), высота центра над уровнем моря 232 м. Ближайшие населённые пункты — Бараново на севере и Губино на востоке.